# 마리아†홀릭
《마리아†홀릭》(まりあ†ほりっく 마리아호릿쿠[*])은 엔도 미나리의 만화 작품이다. 《월간 코믹 얼라이브》(미디어 팩토리)에서 2006년 8월호(창간호)부터 2015년 1월호까지 연재되었다.

## 개요
로마 가톨릭교회 계열의 여학교를 무대로 백합취미인 소녀와 여장남자 새디스트 소년을 다룬 러브코미디 작품이다.
월간 코믹 얼라이브 (미디어 팩토리) 2006년 8월호(창간호)부터 연재 개시. 작가로서는 이번 작이 3번째 연재 작품이 된다.
작가의 말에 따르면 "남성 독자들 전용의 약간 H한 러브코미디"를 생각하고 있었지만 코믹 얼라이브 편집부와의 프레젠테이션에서 판치라 묘사가 만장일치로 안 된다고 받아져 단념했다는 일화가 있으며 또 캐릭터에 대해서도 미연시계 캐릭터의 틀에 맞춰 작품을 쓰고 있다고 작가가 밝혔다.
2008년에는 드라마CD화되었으며 2009년에 1기, 2011년에 2기 애니메이션이 방영되었다.

## 줄거리
남자를 싫어하는 16세 소녀 미야마에 카나코는 자신의 운명의 상대(여자)를 찾아 자신의 어머니가 다녔던 아메노키사키 학원 2학년에 편입하게 된다. 그곳에서 처음 만난 전 이사장의 손녀 시도 마리야라는 소녀와 만나 첫눈에 반했으나 그녀가 남자라는 사실을 알게 되었다. 그 후 나르시스트 성격을 가진 마리야에게 잡혀 기숙사도 같은 방을 사용하며 철저하게 감시받기 시작한다.

## 등장인물

### 메인 캐릭터
미야마에 카나코(宮前 かなこ)
성우 : 사나다 아사미
미소녀를 사랑하는 여고생. 미소녀를 보면 코피를 흘리나 남자는 극히 싫어해서 남자와 접촉하면 두드러기가 날 정도이다.
시도 마리야(祇堂 鞠也)
성우 : 코바야시 유우
학교 이사장의 손자. 청순해 보이는 외모이나 나르시스트,새디스트의 기질을 갖추고 있다.사실은 남자이며 학교 이사장 자리를 조건으로 여장을 하고 여학교에 들어가 들키지 않고 무사히 졸업하는 것이 목표이다.
시노우지 마츠리카(汐王寺 茉莉花)
성우 : 이노우에 마리나
마리야의 메이드. 보기와 달리 입이 험하며,독설로 인기를 끌고 있는 캐릭터다. 마리야와 같이 전교수석.

### 서브 캐릭터
키리 나나미(桐 奈々美)
성우 : 간다 아케미
이나모리 유즈루(稲森 弓弦)
성우 : 고토 사오리
모모이 사치(桃井 サチ)
성우 : 신타니 료코
츠츠이 호노카(筒井 穂佳)
성우 : 다카다 하쓰미
이시마 류켄(石馬 隆顕)
성우 : 가이다 유코
시키 아야리(志木 絢璃)
성우 : 마츠키 미유
시도 시즈(祇堂 静珠)
성우 : 히라노 아야

### 아메노키사키 학원
쿠마가미 후미(熊谷 芙美)
성우 : 토요구치 메구미
사감(寮長先生)
성우 : 사와시로 미유키
요나쿠니(与那国さん)
성우 : 마츠키 미유

## 서적
일본에서는 미디어 팩토리에서 발매 중이고, 대한민국에서는 학산문화사에서 정식으로 번역하여 발매 중이다. 이하 목록은 일본 기준.
단행본
- 1권 : 2007년 2월 23일 발간, ISBN 978-4-8401-1676-3, 표지 : 시도 마리야
- 2권 : 2007년 11월 22일 발간, ISBN 978-4-8401-1974-0, 표지 : 시노우지 마츠리카
- 3권 : 2008년 7월 23일 발간, ISBN 978-4-8401-2246-7, 표지 : 키리 나나미
- 4권 : 2008년 12월 22일 발간, ISBN 978-4-8401-2503-1, 표지 : 시키 아야리
  - 한정판 : DJCD포함, ISBN 978-4-8401-2502-4, 표지 : 시도 마리야・시노우지 마츠리카

가이드북
- 4.5권 공식 가이드북 : 2009년 1월 23일 발간, ISBN 978-4-8401-2518-5, 표지 : 시도 마리야

앤솔로지
- 마리아†홀릭 앤솔로지 : 2009년 3월 25일 발간, ISBN 978-4-8401-2716-5, 표지 : 시도 마리야

## 인용
1. ↑  《まりあ†ほりっく4.5公式ガイドブック》P.119
2. ↑  《月刊コミックアライブ5月号増刊遠藤海成DX》 P.102